# 黑衣忏悔者小堂
黑衣忏悔者小堂（Chapelle des Pénitents Noirs）位于阿维尼翁Banasterie街，为该城一系列忏悔者小堂之一。“灰衣忏悔者”是其中最早的一个，随后是1488年由佛罗伦萨贵族成立的“黑衣忏悔者”（Pénitents Noirs），1527年成立的“白衣忏悔者”（Pénitents Blancs），1557年成立的“蓝衣忏悔者”（Pénitents Bleus），16世纪末创立的“仁慈黑衣忏悔者”（Pénitents Noirs de la Miséricorde），1622年成立的“紫衣忏悔者”（Pénitents Violets），1700年成立的“红衣忏悔者”（Pénitents Rouges）。法国大革命 后这种扩张才停止，现在只有“灰衣忏悔者”和“黑衣忏悔者”。
“仁慈黑衣忏悔者”由教皇步兵上校庞培凯蒂林创立于1586年。1948年关闭，1983年恢复。 

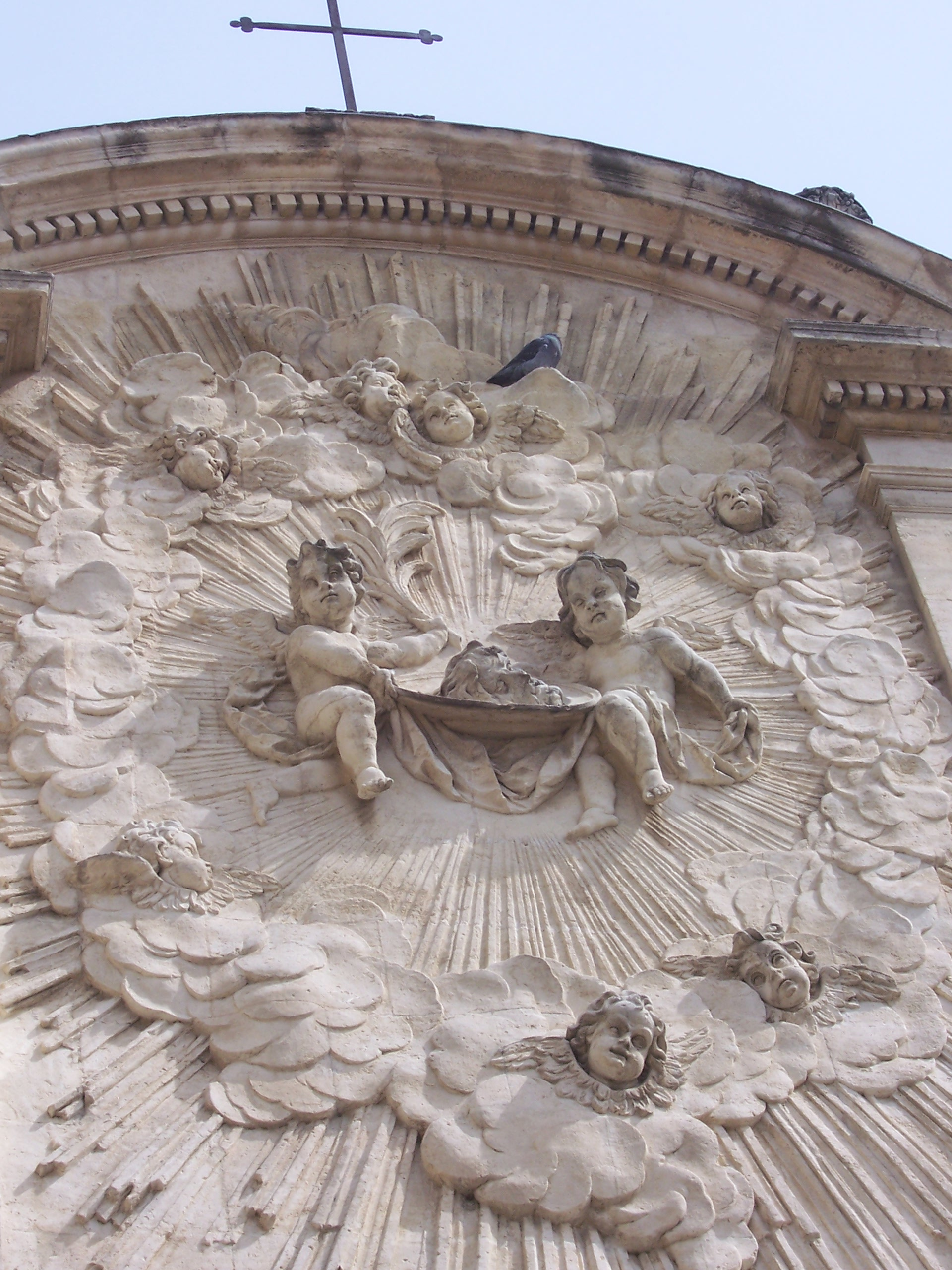
立面细部：施洗约翰的头

1591年，黑衣忏悔者获得Fenouillet圣母小堂的所有权。此后陆续增建圣器收藏室等，1739年1月12日开始重建，但是不久建筑师病重，在死前完成了立面的杰出设计。1906年列为法国历史古迹。 